# Vocabulario manual de las lenguas castellana y mexicana
Il Vocabulario manual de las lenguas castellana y mexicana è un dizionario spagnolo-nahuatl scritto da Pedro de Arenas, e pubblicato la prima volta prima del 1611 (anno della seconda edizione).

## Descrizione
Fu uno dei dizionari nahuatl più popolari, meritandosi ben undici edizioni nell'arco di 220 anni.